# Následníci
Následníci (v anglickém originále Descendants) je americký televizní film společnosti Disney Channel z roku 2015. Režie a choreografie se ujal Kenny Ortega. Ve filmu hrají hvězdy Disney Channel Dove Cameron, Cameron Boyce, Sofia Carson, a Booboo Stewart. Film doplňuje miniseriál Následníci: Kouzelný svět. V létě 2017 se chystá pokračování Následníci 2, které bude na českém Disney Channel odvysíláno v září stejného roku. Disney oznámila produkci filmu 12. prosince 2013 spolu s popisem filmu.

## Popis
Film se odehrává ve fiktivním světě a to ve Spojených státech auradonských, což je království královny Belle a krále Zvířete. Nyní se chystá převzít trůn jejich šestnáctiletý syn Ben. Jako první rozhodnutí budoucího krále je, že dá šanci čtyřem potomkům zlých zloduchů z Ostrova Ztracených žít jako jejich vrstevníci z Auradonu. Šanci získávají Mal, Carlos, Evie a Jay. Po příjezdu zjišťují, že ne všichni jsou nadšeni jejich příjezdem, protože se bojí, že budou pokračovat ve stopách jejich rodičů.

## Postavy
| Postava         | Status                                 | Herec                 | Dabing             |
| Zloduši         | Zloduši                                | Zloduši               | Zloduši            |
| --------------- | -------------------------------------- | --------------------- | ------------------ |
| Mal             | dcera Zloby                            | Dove Cameron          | Ivana Korolová     |
| Carlos          | syn Cruelly de Vil                     | Cameron Boyce         | Martin Sucharda    |
| Evie            | dcera Zlé Královny                     | Sofia Carson          | Rozita Erbanová    |
| Jay             | syn Jafara                             | Booboo Stewart        | Jan Battěk         |
| Auradoňané      |                                        |                       |                    |
| Ben             | syn královny Belle a krále Zvířete     | Mitchel Hope          | Jan Škvor          |
| Audrey          | dcera princezny Aurory a prince Filipa | Sarah Jeffery         | Martina Kechnerová |
| Chad Charming   | syn Cinderelly a prince Charminga      | Jedidiah Goodacre     | -----              |
| Jane            | dcera Dobré Víly                       | Brenna D'Amico        | Adéla Nováková     |
| Doug            | syn Šmudly                             | Zachary Gibson        | Jindřich Žampa     |
| Loonie          | dcera Fa Mulan a Li Shang              | Dianne Doan           | -----              |
| Dobrá Víla      | matka Jane                             | Melanie Paxson        | Jolana Smyčková    |
| král Zvíře      | otec Bena                              | Dan Payne             | Petr Lněnička      |
| královna Belle  | matka Bena                             | Keegan Connor Tracy   | Petra Hobzová      |
| Rodiče zloduchů |                                        |                       |                    |
| Zloba           | matka Mal                              | Kristin Chenoweth     | Regina Řandová     |
| Cruella de Vil  | matka Carlose                          | Wendy Raquel Robinson | René Slováčková    |
| Zlá Královna    | matka Evie                             | Kathy Najimy          | Zuzana Slavíková   |
| Jafar           | otec Jaye                              | Maz Jobrani           | Svatopluk Schuller |

## Premiéry
| Země                   | Datum             |
| ---------------------- | ----------------- |
| Kanada                 | 31. července 2015 |
| Spojené státy americké | 31. července 2015 |
| Austrálie              | 1. srpna 2015     |
| Nový Zéland            | 1. srpna 2015     |
| Izrael                 | 18. září 2015     |
| Jižní Afrika           | 18. září 2015     |
| Česko                  | 19. září 2015     |
| Slovensko              | 19. září 2015     |
| Maďarsko               | 19. září 2015     |
| Spojené království     | 25. září 2015     |
| Irsko                  | 25. září 2015     |
| Turecko                | 17. října 2015    |

## Soundtrack
| Pořadí | Jméno                           | Autoři                                                                          | Zpěv | Délka |
| ------ | ------------------------------- | ------------------------------------------------------------------------------- | --- | ----- |
| 1.     | Rotten to the Core              | - Joacim Persson - Shelly Peiken - Johann Alkenas                               | - Dove Cameron - Cameron Boyce - Booboo Stewart - Sofia Carson                                              | 2:42  |
| 2.     | Evil Like Me                    | Andrew Lippa                                                                    | - Kristin Chenoweth - Dove Cameron                                                                          | 3:44  |
| 3.     | Did I Mention                   | Adam Schlesinger                                                                | Jeff Lewis                                                                                                  | 2:33  |
| 4.     | If Only                         | - Adam Anders - Nikki Hassman - Peer Astrom                                     | Dove Cameron                                                                                                | 3:49  |
| 5.     | Be Our Guest                    | - Alan Menken - Howard Ashman                                                   | - Mitchell Hope - Spencer Lee - Kala Balch - Marco Marinangeli                                              | 1:55  |
| 6.     | If Only (Reprise)               | - Adam Anders - Nikki Hassman - Peer Astrom                                     | Dove Cameron                                                                                                | 0:41  |
| 7.     | Set It Off                      | - Sam Hollander - Josh Edmondson - Grant Michaels - Craig Lashley - Charity Daw | - Jeff Lewis - Dove Cameron - Sofia Carson - Cameron Boyce - Booboo Stewart - Sarah Jeffery - Mitchell Hope | 2:54  |
| 8.     | Believe                         | - Shawn Mendes - Geoffrey Warburton - Glen Scott - Martin Terefe                | Shawn Mendes                                                                                                | 3:28  |
| 9.     | Rotten to the Core (Sólo verze) | - Joacim Persson - Shelly Peiken - Johann Alkenas                               | Sofia Carson                                                                                                | 2:54  |
| 10.    | Night Is Young                  | - Augie Ray - Jintae Ko - Lindy Robbins                                         | China Anne McClain                                                                                          | 3:02  |
| 11.    | Good Is the New Bad             |                                                                                 | - Dove Cameron - Sofia Carson - China Anne McClain                                                          | 2:34  |
| 12.    | I'm Your Girl                   | - Dustin Burnett - Stephanie Lewis - Paula Winger                               | Felicia Barton                                                                                              | 2:38  |
| 13.    | Descendants Score Suite         | David Lawrence                                                                  | David Lawrence                                                                                              | 6:49  |

### Žebříček úspěšnosti
| Žebříček (2015)        | Pozice |
| ---------------------- | ------ |
| Austrálie              | 57     |
| Belgie                 | 177    |
| Francie                | 102    |
| Itálie                 | 19     |
| Španělsko              | 36     |
| Spojené státy americké | 1      |

## Ocenění a nominace
| Rok  | Ocenění                          | Kategorie                                  | Kandidáti                       | Výsledek  |
| ---- | -------------------------------- | ------------------------------------------ | ------------------------------- | --------- |
| 2015 | Teen Choice Awards               | Vybraná filmová TV píseň                   | Shawn Mendes - Believe          | nominace  |
| 2016 | Writers Guild of America Award   | Dětsky program                             | Josann McGibbon a Sara Parriott | vítězství |
| 2016 | Directors Guild of America Award | Význačný režijní úspěch v dětském programu | Kenny Ortega                    | vítězství |
| 2016 | Golden Reel Awards               | Editace zvuku v televizi - hudba           | Amber Funk                      | nominace  |
| 2016 | 68th Primetime Emmy Awards       | Vynikající hudební kompozice pro film      | David Lawrence                  | nominace  |